# فرودگاه بین‌المللی ایندیرا گاندی
فرودگاه بین‌المللی ایندیرا گاندی (به انگلیسی: Indira Gandhi International Airport) (به زبان بومی: इन्दिरा गाँधी अंतर्राष्ट्रीय हवाई अड्डा) یک فرودگاه همگانی مسافربری با کد یاتا DEL است که یک باند فرود آسفالت دارد و طول باند آن ۳۸۱۰ متر است. این فرودگاه در شهر دهلی کشور هند قرار دارد و در ارتفاع ۲۳۷ متری از سطح دریا واقع شده‌است.
هواپیمایی ماهان از فرودگاه بین‌المللی امام خمینی به این فرودگاه پرواز مستقیم دارد.

## شرکت‌های هواپیمایی و مقصدهای پروازی

### مسافری
| شرکت‌های هواپیمایی           | مقصدهای پروازی |
| --------------------------- | --- |
| آئروفلوت                    | شرمتیوو |
| ایر عربیا                   | شارجه |
| ایر آستانه                  | آلماتی، آستانه |
| ایر کانادا                  | پیرسون تورنتو فصلی: ونکوور |
| ایر چاینا                   | پکن |
| ایر فرانس                   | شارل دوگل پاریس |
| ایر ایندیا                  | آگره، سردار ولابهبهی پتل، سری گرو رام داس جی، اورنگ‌آباد، باگدوگرا، بحرین، بنگالورو، سووارنابومی، راجا بهوجا، بیجو پاتنایک، بیرمنگام، چندی‌گر، چنای، اوهر شیکاگو، کپنهاگ (آغاز از ۱۶ سپتامبر ۲۰۱۷)، کویمباتور، باندرانیکی، ملک فهد، دوبی، فرانکفورت، گایا، دابولیم، لوکپریرا گوپیناز بوردولوئی، هنگ کنگ، راجیو گاندی، ایمفال، دیوی اهیلیابای هولکار، جبال‌پور، جایپور، جامو، ملک عبدالعزیز، جوداپور، میدان هوایی بین‌المللی حامد کرزی، تریبهوان، خاجوراهو، کوچین، نتاجی سبهاش چندر بوس، کالیکوت، کوشک باکولا ریمپچ، هیترو لندن، اماوسی، مادرید-باراخاس، ابراهیم نصیر، ملبورن، میلانو مالپنسا، چاتراپاتی شیواجی، مسقط، دکتر باباساهب آمبدکار، جان اف کندی، لیبرتی نیوآرک, کانزای, شارل دوگل پاریس، لوک نایاک جایاپراکاش، ویر سوارکار، پون، راجپور، بیرسا موندا، ملک خالد، لئوناردو دا وینچی-فیومیچینو، سانفرانسیسکو، اینچئون, شانگهای پودنگ، چانگی سنگاپور، سرینگر، استکهلم-آرلاندا، Surat، سیدنی، تریواندروم، تیروپاتی، ناریتا، اودی‌پور، هارنی سیویل، بنارس، وین، ویجیاوادا، ویساکاپاتنام، دالس واشینگتن، یانگون |
| ایر ایندیا اکسپرس           | ابوظبی، شاه‌جلال، دوبی، مادوری (آغاز از ۱۵ سپتامبر ۲۰۱۷)، چانگی سنگاپور (آغاز از ۱۵ سپتامبر ۲۰۱۷) |
| پگاسوس اژیا                 | مناس |
| ایر موریشوس                 | سر سیوساگور رامگولام |
| ایراژیا هند                 | باگدوگرا، بنگالورو، دابولیم، لوکپریرا گوپیناز بوردولوئی، ایمفال، نتاجی سبهاش چندر بوس، پون، بیرسا موندا، سرینگر |
| ایرآسیا ایکس                | کوالالامپور |
| آلیتالیا                    | فصلی: لئوناردو دا وینچی-فیومیچینو (برقراری مجدد از ۳۰ اکتبر ۲۰۱۷) |
| ایر ایندیا رجیونال          | الله‌آباد، Bathinda، راجا بهوجا، جالی گرنت، گاگال، گوراکپور، گوالیور، دیوی اهیلیابای هولکار، جبال‌پور، جایپور، جامو، کان‌پور، بونتار، پانتنگار، شیملا |
| آل نیپون ایرویز             | ناریتا |
| هواپیمایی آریانا            | میدان هوایی بین‌المللی حامد کرزی، میدان هوایی بین‌المللی قندهار |
| آسیانا ایرلاینز             | اینچئون |
| بوتان ایرلاینز              | تریبهوان، پارو |
| بریتیش ایرویز               | هیترو لندن |
| کاتای پاسیفیک               | هنگ کنگ |
| چاینا ایرلاینز              | تائویوان تایوان |
| هواپیمایی شرقی چین          | پکن، شانگهای پودنگ |
| هواپیمایی جنوبی چین         | بایون گوآنگجو |
| دروک ایر                    | تریبهوان، پارو |
| هواپیمایی امارات            | دوبی |
| هواپیمایی اتیوپی            | بوول |
| هواپیمایی اتحاد             | ابوظبی |
| فن‌ایر                       | هلسینکی |
| فلای‌دبی                     | دوبی |
| گوایر                       | سردار ولابهبهی پتل، باگدوگرا، بنگالورو، چنای، دابولیم، لوکپریرا گوپیناز بوردولوئی، جامو، کوچین، نتاجی سبهاش چندر بوس، کوشک باکولا ریمپچ، اماوسی، چاتراپاتی شیواجی، دکتر باباساهب آمبدکار، لوک نایاک جایاپراکاش، ویر سوارکار، پون، بیرسا موندا، سرینگر |
| گلف ایر                     | بحرین |
| ایندی‌گو                     | اگرتلا، سردار ولابهبهی پتل، سری گرو رام داس جی، باگدوگرا، بنگالورو، بیجو پاتنایک، چندی‌گر، چنای، کویمباتور، جالی گرنت، دایبروگار، دیماپور، حمد، دوبی، دابولیم، لوکپریرا گوپیناز بوردولوئی، راجیو گاندی، ایمفال، دیوی اهیلیابای هولکار، جایپور، جامو، تریبهوان، کوچین، نتاجی سبهاش چندر بوس، کالیکوت، اماوسی، مادوری، چاتراپاتی شیواجی، دکتر باباساهب آمبدکار، لوک نایاک جایاپراکاش، ویر سوارکار، پون، راجپور، بیرسا موندا، سرینگر، تریواندروم، اودی‌پور، هارنی سیویل، بنارس، ویساکاپاتنام |
| هواپیمایی عراق              | بغداد، بصره |
| خطوط هوایی ژاپن             | ناریتا |
| جت ایرویز                   | ابوظبی، سردار ولابهبهی پتل، لنگپوی، سری گرو رام داس جی، اسخیپول آمستردام، باگدوگرا، بنگالورو، سووارنابومی، راجا بهوجا، بوج، چندی‌گر، چنای، ملک فهد، شاه‌جلال، جالی گرنت، حمد، دوبی، لوکپریرا گوپیناز بوردولوئی، هنگ کنگ، راجیو گاندی، دیوی اهیلیابای هولکار، جایپور، جوداپور، تریبهوان، خاجوراهو، کوچین، نتاجی سبهاش چندر بوس، کوشک باکولا ریمپچ، هیترو لندن، اماوسی، مادوری، منگالور، چاتراپاتی شیواجی، مسقط، دکتر باباساهب آمبدکار، لوک نایاک جایاپراکاش، ویر سوارکار، پون، ملک خالد (آغاز از ۲۹ اکتبر ۲۰۱۷)، چانگی سنگاپور، سرینگر، تریواندروم، پیرسون تورنتو، اودی‌پور، بنارس |
| کام ایر                     | میدان هوایی بین‌المللی حامد کرزی |
| کاال‌ام                      | اسخیپول آمستردام |
| کورین ایر                   | اینچئون |
| کویت ایرویز                 | کویت |
| لوفت‌هانزا                   | فرانکفورت، مونیخ |
| هواپیمایی ماهان             | شهید هاشمی‌نژاد مشهد، امام خمینی |
| مالزی ایرلاینز              | کوالالامپور |
| مالیندو ایر                 | کوالالامپور |
| هواپیمایی معراج             | چارتر: امام خمینی |
| نپال ایرلاینز               | تریبهوان |
| عمان ایر                    | مسقط |
| هواپیمایی بین‌المللی پاکستان | اقبال لاهوری |
| هواپیمایی قطر               | حمد |
| خطوط هوایی صافی             | میدان هوایی بین‌المللی حامد کرزی |
| هواپیمایی سعودی             | ملک عبدالعزیز، ملک خالد Hajj: شاهزاده محمد بن عبدالعزیز |
| سنگاپور ایرلاینز            | چانگی سنگاپور |
| شاندونگ ایرلاینز            | جینان یاکیانگ، کونمینگ چانگشوی، کینگدائو لیوتینگ |
| اسپایس‌جت                    | اگرتلا، سردار ولابهبهی پتل، سری گرو رام داس جی، باگدوگرا، بنگالورو، سووارنابومی، چندی‌گر، چنای، جالی گرنت، گاگال، دوبی، دابولیم، گوراکپور، لوکپریرا گوپیناز بوردولوئی، راجیو گاندی، جبال‌پور، جایپور، جامو، میدان هوایی بین‌المللی حامد کرزی، کوچین، نتاجی سبهاش چندر بوس، مادوری، چاتراپاتی شیواجی، لوک نایاک جایاپراکاش، ویر سوارکار، پون، سرینگر، Surat، تریواندروم، اودی‌پور، بنارس |
| سریلانکان ایرلاینز          | باندرانیکی |
| سوئیس اینترنشنال ایرلاینز   | زوریخ |
| تاجیک ایر                   | دوشنبه |
| تای ایرویز اینترنشنال       | سووارنابومی |
| ترکیش ایرلاینز              | آتاترک |
| هواپیمایی ترکمنستان         | عشق‌آباد |
| یونایتد ایرلاینز            | لیبرتی نیوآرک |
| ازبکستان ایرویز             | تاشکند |
| ویرجین آتلانتیک             | هیترو لندن |
| ویستارا                     | سردار ولابهبهی پتل، سری گرو رام داس جی، باگدوگرا، بنگالورو، بیجو پاتنایک، چندی‌گر، دابولیم، لوکپریرا گوپیناز بوردولوئی، راجیو گاندی، جامو، کوچین، نتاجی سبهاش چندر بوس، کوشک باکولا ریمپچ، اماوسی، چاتراپاتی شیواجی، ویر سوارکار، پون، سرینگر |
| Zoom Air                    | Durgapur، جبال‌پور، نتاجی سبهاش چندر بوس |

### باری
| شرکت‌های هواپیمایی                                    | مقصدهای پروازی |
| ---------------------------------------------------- | --- |
| آئرولوگیک                                            | بحرین، سووارنابومی، فرانکفورت-هان، هنگ کنگ، لایپزیگ/هال، شارجه، چانگی سنگاپور |
| ASL Airlines Belgium                                 | دوبی، لیژ |
| بلو دارت اوییشن                                      | سردار ولابهبهی پتل، اورنگ‌آباد، باگدوگرا، بنگالورو، راجا بهوجا، چنای، کوچین، کویمباتور، دابولیم، راجیو گاندی، دیوی اهیلیابای هولکار، جایپور، نتاجی سبهاش چندر بوس، اماوسی، چاتراپاتی شیواجی، دکتر باباساهب آمبدکار، راجپور، بیرسا موندا، لوک نایاک جایاپراکاش، تریواندروم |
| کاتای پاسیفیک                                        | بنگالورو، هنگ کنگ، راجیو گاندی، نتاجی سبهاش چندر بوس، هیترو لندن، منچستر، میلانو مالپنسا، شارل دوگل پاریس |
| چاینا ایرلاینز                                       | لوگزامبورگ - فیندل، تائویوان تایوان |
| دی‌اچ‌ال اوییشن اجرا توسط ایر هنگ‌کنگ                   | هنگ کنگ |
| دی‌اچ‌ال اوییشن اجرا توسط دی‌اچ‌ال ایر بریتانیا          | ایست میدلند، هیترو لندن |
| دی‌اچ‌ال اوییشن اجرا توسط یوروپین ایر ترنسپورت لایپزیگ | بروکسل، کلن بن، کپنهاگ، لایپزیگ/هال |
| دی‌اچ‌ال اوییشن اجرا توسط SNAS/DHL                     | بحرین، دوبی |
| امارات اسکای‌کارگو                                    | آل مکتوم، هنگ کنگ |
| هواپیمایی اتیوپی                                     | بوول |
| هواپیمایی اتحاد                                      | ابوظبی، شانگهای پودنگ |
| فدکس اکسپرس                                          | چنگدو شوانگلیو، دوبی، بایون گوآنگجو، ممفیس |
| هنگ کنگ ایرلاینز                                     | آلماتی، هنگ کنگ، آتاترک |
| جت ایرویز اجرا توسط هواپیمایی اتحاد                  | بنگالورو، نوا به، هنگ کنگ، چانگی سنگاپور |
| کالیتا ایر                                           | اسخیپول آمستردام، بحرین، هنگ کنگ، خاباروفسک ناوی، لایپزیگ/هال، شارجه |
| لوفت‌هانزا کارگو                                      | فرانکفورت، شاه‌جلال، بایون گوآنگجو، یملیانو |
| هواپیمایی قطر                                        | حمد |
| ترکیش ایرلاینز                                       | هنگ کنگ، آتاترک، تاشکند |
| Uni-Top Airlines                                     | ووهان تیانهه |
| ازبکستان ایرویز                                      | ناوویی |